# Марциана Мавретанская
Марциана Мавретанская  (лат. Marciana, + 303 г., римская провинция Мавретания (территория нынешнего Алжира) — святая Римско-Католической Церкви, девственница, мученица.

## Агиография
Священное Предание гласит, что Марциана была девственницей, проживавшей в римской провинции Мавретания. Во время гонений христиан при правлении римского императора Диоклетиана она была обвинена в разбитии статуи языческой богини Дианы и брошена в амфитеатр на растерзание дикими зверями.
День памяти в Католической Церкви — 7 января.
В её честь существует гимн в мозарабском обряде.